# خسرو شاهاني
خُسرُو شاهاني (31 ديسمبر 1929 - 10 مايو 2002) صحفي وقصصي إيراني اشتهر بأسلوبه الساخر الواقعي. ولد في نيسابور ونشأ بها. ترك دراسته في الثانوية بسبب وفاة والده. دخل الصحافة محترفًا عام 1955 فعمل صحفيًا بصحيفة «خراسان» بمدينة مشهد، ثم ذهب إلى طهران وعمل كاتبًا في مجلة «خواندنيها»، ومراسلًا برلمانيًا لجريدة «كيهان»، كما عمل مذيعًا بالإذاعة الإيرانية. تقاعد بعد الثورة الإسلامية الإيرانية 1979. انفرد بالكتابة في الأدب الساخر الواقعي بالصحافة، وكتب في نقد المجتمع. كما ألّف عدداً من الكتب المتعلقة بالأدب الساخر، عدا مجموعاته القصصية. توفي في طهران على أثر سرطان عن عمر ناهز 73 عامًا ودفن في جنة الزهراء.

## سيرته
ولد خسرو بن علي أصغر شاهاني شرق يوم 31 ديسمبر 1929/ 30 رجب 1348 في نيسابور بمحافظة خراسان ونشأ بها. ترك دراسته في الثانوية بسبب وفاة والده. بدأ مسيرته الصحفية في زاهدان مع جريدة «صوت زاهدان» و «رسالة كورش» من 1947 حتى 1950، ثم عمل لجريدة «خراسان» في مشهد لمدة ثلاث سنوات متواصلة منذ أبريل 1950 حتى 1958، وكتب فيها عمود «النكتة والضحك». ثم ذهب إلى طهران في يناير 1958 وبدأ عمودًا من الفكاهة الاجتماعية في جريدة «كيهان». بالإضافة إلى كيهان، عمل أيضًا مراسلًا برلمانيًا لصحيفة «طهران بوست». من أكتوبر 1962 إلى يونيو 1979 كتب في مجلة «خواندنيها». كما عمل مذيعًا مع إذاعة طهران وأعد برنامج «أقوال». في أيام الأحد من الأعوام 1972 إلى 1976، كتب برنامجًا بعنوان «سِير وسفر». منذ عام 1959، أصبح مراسلًا برلمانيًا لصحيفة كيهان، واستمر حتى عام 1979، أي سنة الثورة الإسلامية فأحيل إلى تقاعد.

توفي شاهاني يوم 10 مايو 2002/ 28 صفر 1423 في طهران أثر سرطان المعدة المتقدم أو البروستاتا ودفن في جنة الزهراء، قسم 88. وقد صرّح قبل وفاته «البعض لديهم ثقافة متقدمة، والبعض لديهم حضارة متقدمة، والبعض الآخر تكنولوجيا متقدمة، وأنا عندي سرطان متقدم!».

## آثاره
- كمدی افتتاح، 1974
- امضای یادگاری، 1975

من مجموعاته القصصية:
- پهلوان محله،
- كور لعنتی، 1965
- وحشت آباد، 1969
- آدم عوضی، 1970
- بالارودی‌ها و پایین‌رودی‌ها، 1972
- الكی خوش‌ها، 1977
- تفنگ بادی، 1979
- گرۀ كور، 1983
- فولكس دكتر بقراط، 1984